# Lufthauptarmee
Die Lufthauptarmee (jap. 航空総軍, Kōkū Sōgun) war eine Hauptarmee (Heeresgruppe) der Heeresluftwaffe des Kaiserlich Japanischen Heeres während des Pazifikkrieges. Sie war 1945 neben der 1. und 2. eine von drei Hauptarmeen, die wegen der befürchteten alliierten Landung auf dem japanischen Mutterland aufgestellt wurde. Ihr Tsūshōgō-Code (militärischer Tarnname) war Kommandant (帥, Sui).

## Geschichte
Im Frühling 1945 hatte sich die Lage für das Japanische Kaiserreich dramatisch verschlimmert, denn ab November 1944 wurde die strategische Bombardierung Japans durch B-29-Bomber erheblich ausgeweitet, nachdem die Marianen erobert und die dortigen Flugfelder verfügbar geworden waren. Die Angriffe richteten sich ursprünglich hauptsächlich gegen Industrieanlagen und zielten ab März 1945 allgemein auf urbanes Gebiet. Trägergestützte und nach der Eroberung von Okinawa gestartete Bomber griffen 1945 zusätzlich Japan an, um die ab Oktober 1945 geplante Invasion der Hauptinseln vorzubereiten. 
Im Zuge dieser für Japan gefährlichen Situation, und auch im Sinne der Operation Ketsu-gō, entschloss sich Anfang April 1945 das Daihon’ei zum 15. April die Lufthauptarmee zu gründen. Aus gegebenen Anlass überkamen die beiden Teilstreitkräfte des Heeres und der Marine ihre Rivalität und vereinten ihre jeweiligen Luftstreitkräfte. Der Oberbefehlshaber der Luftarmee wurde General Kawabe Masakazu. Während auf dem Papier die Stärke der Lufthauptarmee beträchtlich aussah, war dagegen die vorhandene Flugzeug- und Personalstärke besorgniserregend. Die 10. Luft-Division hatten von ursprünglich 400 Flugzeugen im Sommer 1944 nur noch 95 einsatzfähige Maschinen im Juli 1945. Die 11. Luft-Division war von 200 auf 130 Flugzeuge geschrumpft.
Die Lufthauptarmee führte gegen die wachsende Zahl von B-29-Angriffen einen verzweifelten Kampf. Nach US-amerikanischen Berichten konnten die B-29-Besatzungen 914 japanische Jäger abschießen, von denen 456 in der Luft explodierten. Weitere 770 Jäger wurden beschädigt. Nach japanischen Angaben verzeichnete die Lufthauptarmee während der Luftabwehrschlacht um Japan um die 4000 Jäger an Verlusten, 1450 davon in Luftkämpfen. Ca. 300 B-29-Bomber konnten durch die Lufthauptarmee abgeschossen werden. Dennoch konnte die flächendeckende Bombardierung von Industrieanlagen, und später auch zivilen Zielen, nicht verhindert bzw. eingeschränkt werden.
Die Lufthauptarmee wurde nach Kriegsende im September 1945 aufgelöst.

## Oberbefehlshaber

### Kommandeure
|    | Name                    | Von           | Bis            |
| -- | ----------------------- | ------------- | -------------- |
| 1. | General Kawabe Masakazu | 7. April 1945 | September 1945 |

### Stabschefs
|    | Name                         | Von           | Bis            |
| -- | ---------------------------- | ------------- | -------------- |
| 1. | Generalleutnant Tazoe Noboru | 6. April 1945 | September 1945 |

## Untergeordnete Einheiten
Folgende Einheiten waren der Lufthauptarmee untergeordnet:
- 51. Luft-Division
- 52. Luft-Division
- 53. Luft-Division
- 20. Kampfgeschwader
- 30. Kampfgeschwader
  - 12. Jagdstaffel
  - 12. Jagdstaffel
- 1. Luft-Armee
  - 10. Luft-Division
  - 11. Luft-Division
  - 12. Kampfgeschwader
- 2. Luft-Armee
  - 15. Selbstständiges Kampfgeschwader
  - 101. Selbstständiges Lehr-Kampfgeschwader
- 5. Luft-Armee
  - 1. Kampfgeschwader
  - 2. Kampfgeschwader
  - 8. Kampfgeschwader
  - 105. Selbstständiges Lehr-Kampfgeschwader
  - 5. Luftwaffen-Kommunikations-Geschwader
- 6. Luft-Armee
  - 12. Luft-Division
  - 27. Kampfgeschwader
  - 1. Luftwaffen-Kommunikations-Geschwader
- Eisenbahn-Korps
- Schiffstransport-Korps